# 1967年北海道知事選挙
1967年北海道知事選挙（1967ねんほっかいどうちじせんきょ）は、北海道の執行機関である北海道知事を選出するために行われた選挙で、第6回統一地方選挙前半戦の投票日である1967年4月15日に投票が行われた。

## 概要
北海道知事の任期4年が満了したことに因る選挙である。北海道知事選挙は、1947年の第1回選挙以来、一貫して統一地方選挙の日程で実施されている。また日本社会党（以下、社会党）の勢力が強い地域であるため、保革一騎討ちの選挙戦が第1回選挙以来一貫して続いている。
今回は、現職知事で3選を目指す自由民主党（以下、自民党）公認の町村金五候補に対し、社会党公認で北海道議会副議長だった塚田庄平が挑む構図となった。日本共産党（以下、共産党）は当初、水落恒彦党道委員会常任委員を公認候補に擁立していたが、告示直前に社会党と共産党の間で政策協定が成立した結果、水落が立候補を取りやめ、塚田を支援することになった。このため事実上の保革一騎討ちの選挙戦が展開されたが、町村候補が塚田候補に大差をつけて3選を果たした。

## 基礎データ
- 選挙事由：任期満了
- 告示日：1967年3月21日
- 投票日：1967年4月15日
- 当日有権者数：3,052,025名
- 候補者：3名

| 候補者名 | 年齢 | 党派（推薦党派） | 新旧 | 備考              |
| -------- | ---- | ---------------- | ---- | ----------------- |
| 塚田庄平 | 48   | 社会党（共産党） | 新人 | 道議会副議長      |
| 町村金五 | 62   | 自民党           | 現職 | 北海道知事（2期） |
| 佐藤剛二 | 61   | 無所属           | 新人 |                   |

## 選挙結果
投票率：78.15％（投票者数2,385,105名）前回79.80％
| 当落 | 候補者     | 党派（推薦）     | 新旧       | 得票      | 得票率 |
| ---- | ---------- | ---------------- | ---------- | --------- | ------ |
| 当選 | 町村金五   | 自民党           | 現職       | 1,424,532 | 61.0%  |
|      | 塚田庄平   | 社会党（共産党） | 新人       | 898,555   | 38.5%  |
|      | 佐藤剛二   | 無所属           | 新人       | 17,440    | 0.7%   |
|      | 有効票総数 | 有効票総数       | 有効票総数 | 2,335,527 |        |

出典：北海道知事選挙の結果（昭和22年～現在）
選挙の結果、町村金五知事が塚田庄平に大差をつけて3選を果たした。町村と塚田の得票を地域別に比較した場合、郡部では町村64万888票、塚田30万7348票、都市部では町村78万3644票、塚田58万6702票と郡部だけでなく都市部でも町村が優位に立っていることを示した。